# 永福橋
永福橋為臺灣公路橋樑之一，原被命名為福和二橋，是一座跨越新店溪的橋樑，連結台北市中正區思源街與新北市永和區福和路，是雙和地區與公館之間的聯絡橋樑。
永福橋於1984年通車，以紓解當時台北市與雙和地區的擁擠交通流量，也是繼中正橋與福和橋後，永和地區往返台北市的第三座橋樑。橋名取其「造福永和」之意。

## 興建沿革
早年台北都會區因為工商業發展與人口增加，面臨自來水供應不足的問題，臺北自來水事業處於1980年開始規畫興建一座跨越新店溪的大型水管橋，將新店直潭淨水廠已經處淨的自來水經由中和、永和聯接永福水管橋，再分送至新生南路及建國南北路幹線，輸入大同、松山、三重與大直配水池，供應大台北地區居民的用水。永福水管橋由中華顧問工程公司負責規畫設計，於1984年5月下旬竣工，6月1日正式通水啟用。
當初興建「永福水管橋」的目的，單純只是為了克服大台北地區的用水不足的困擾。不過中華民國交通部、臺灣省政府、臺北市政府與臺北縣政府等單位，當時也正好為了解決台北市與中和、永和地區日漸擁擠的交通流量，減輕中正橋、福和橋的輸運負擔，計畫在新店溪上興建一座全新的「福和二橋」。為避免在同一地點上建造過多橋樑，影響新店溪流行水與上游水壩洩洪的功能，相關單位決定配合永福水管橋的興建，將這兩座橋樑「合而為一」，共同使用同一橋墩，達到外觀整齊一致，二來也可減少工程費用開支的目的。「福和二橋」於1982年5月動工，於1984年7月間完工，在通車啟用之前臨時決定易名為「永福橋」。

## 設計
永福橋全長約415公尺，寬19公尺，全線為二快車道二混車道，往台北方向林森路與環河東路三段口，設置一引道與永福橋相連。「永福水管橋」則長約400公尺，兩條口徑2,400公厘的鋼管，輸水量為每天195萬公噸。

## 鄰近設施
- 臺北市端
  - 古亭河濱公園
  - 自來水博物館
  - 臺灣大學水源校區
  - 公館商圈
  - 捷運公館站
  - 三軍總醫院汀州院區
  - 臺北市大安區銘傳國民小學
- 新北市端
  - 永福橫移門
  - 私立育才雙語小學
  - 新北市立永和國民中學
  - 新北市立福和國民中學